# Карсли, Ли
Ли Ке́вин Ка́рсли (англ. Lee Kevin Carsley; род. 28 февраля 1974, Бирмингем) — ирландский футболист и футбольный тренер. Главный тренер сборной Англии (до 21 года). Выступал на позиции полузащитника за английские клубы «Дерби Каунти», «Блэкберн Роверс», «Ковентри Сити», «Эвертон» и «Бирмингем Сити», а также сборную Ирландии.

## Клубная карьера
Начал футбольную карьеру в 1992 году, выступая за «Дерби Каунти».
В 1999 году за 3,4 млн фунтов перешёл в «Блэкберн Роверс». Сыграв за полтора сезона 46 игр и забив 11 мячей, он стал лучшим бомбардиром «Блэкберна» в сезоне 1999/2000.
Карсли за 2 миллиона фунтов перешёл в «Ковентри Сити». 47 игр и 4 гола за новую команду понизили его цену ещё на 100 тысяч фунтов, и летом 2002 года полузащитник оказался в «Эвертоне».
В новой команде Карсли занял место опорного полузащитника, часто играя в паре с весьма похожим на него внешне Томасом Гравесеном. Если первые два сезона прошли для ирландца с переменным успехом, то победный мяч в юбилейном двухсотом мерсисайдском дерби принёс ему особую любовь болельщиков. В том же сезоне 2004/05 «Эвертон» добился права играть в Лиге чемпионов, заняв 4 место в чемпионате. Большую часть сезона 2005/06 Карсли пропустил из-за двух травм подряд, однако контракт с ним был продлён до 2007 года, чтобы не дать возможности другим клубам увести игрока сборной Ирландии бесплатно. В апреле 2006 года он вернулся в основной состав, сыграл две игры, а в третьей был удалён за грубость в отношении Дидье Дрогба и дисквалифицирован до конца сезона. Ветеран продолжил играть важную роль в боевых порядках «Эвертона» и в последующих двух сезонах. Официальный сайт клуба заявил, что Ли Карсли отказался продлевать контракт по семейным причинам и покинул «Эвертон».
Появлялись слухи, что «Дерби Каунти» хочет вернуть к себе Ли Карсли летом 2008 года, но он отказался, так как хотел находиться ближе к семье, и в июле игрок достался «Бирмингему» бесплатно и подписал контракт на 2 года.

## Карьера в сборной
За сборную Ирландии Ли Карсли начал играть в 1997 году и за десять лет (с небольшим перерывом в 2004—2005 годах) провёл за неё 38 матчей, голами так и не отметившись.